# کرودا اینترنشنال

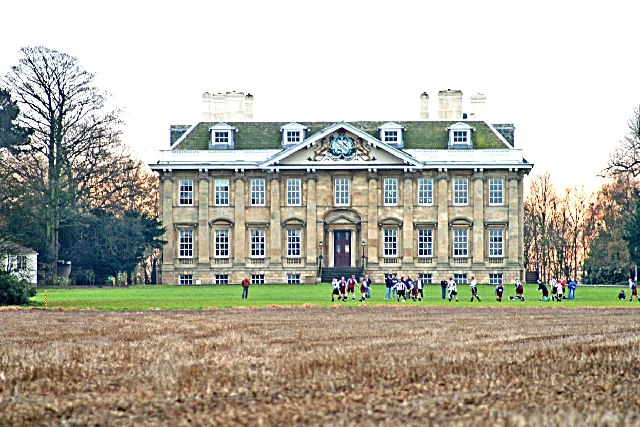
ساختمان مرکزی کرودا اینترنشنال در ریدینگ شرقی یورکشر

کرودا اینترنشنال (به انگلیسی: Croda International) شرکت صنایع شیمیایی بریتانیایی است، که در زمینه تولید محصولات شیمیایی نظیر لیپیدها، اسیدهای چرب آمید، سورفکتانت‌ها، پلیمرها و محصولات شیمیایی صنعتی فعالیت می‌کند و عمومأ خریدار محصولات آن شرکت‌ها و کارخانه‌های تولیدی می‌باشند.
شرکت کرودا اینترنشنال در سال ۱۹۲۵ توسط جورج کراو تأسیس شد و در حال حاضر دارای کارخانجات تولیدی در کشورهای بریتانیا، فرانسه، اسپانیا، ایتالیا، هلند، ایالات متحده آمریکا، برزیل، سنگاپور، هند، اندونزی، ژاپن و کشور کره می‌باشد.
دفتر مرکزی این شرکت در شهر اسنیت، ریدینگ شرقی یورکشر، انگلستان قرار دارد و بخشی از سهام آن در بازار بورس لندن معامله می‌شود.